# Sapel·li (arbre)
Entandrophragma cylindricum és un arbre del gènere Entandrophragma de la família Meliàcies. Es coneix comunament com sapel·le o sapel·li (/ səˈpiːliː) o caoba sapel·li, així com aboudikro, assi i muyovu.

## Origen del nom
El nom sapel·li prové de la ciutat de sapel·li a Nigèria, on hi ha una preponderància de l'arbre. La divisió africana de fusta i fusta contraplacada (AT&P) de la fàbrica United Africa Company es basava en aquesta ubicació i on es processava la fusta, juntament amb Triplochiton scleroxylon, Obeche, caoba i Khaya, que es va exportar des del port de sapel·li a tot el món.
Es diu que l'origen del nom és una derivació anglicitzada de la paraula Urhobo Uriapele, que rep el nom d'una deïtat local. Es creu que les autoritats colonials britàniques van canviar el nom del llavors llogaret a sapel·li, ja que era més fàcil de pronunciar.

## Descripció
Entandrophragma cylindricum és originari de l'Àfrica tropical. Hi ha poblacions protegides i restriccions de tala en diversos països.L'espècie creix fins a una alçada de fins a 45 m (rarament 60 m). Les fulles són caduques en estació seca, disposades alternativament, pinnades, compostes, amb 5-9 parells de folíols, cada folíol fa 10 cm de llarg. Les flors s'hi agrupen en inflorescències soltes quan l'arbre no té fulles, cada flor té uns 5 mm de diàmetre, amb cinc pètals groguencs. El fruit és una càpsula pèndula d'uns 10 cm de llarg i 4 cm d'amplada; quan està madur es divideix en cinc seccions per alliberar les 15-20 llavors.

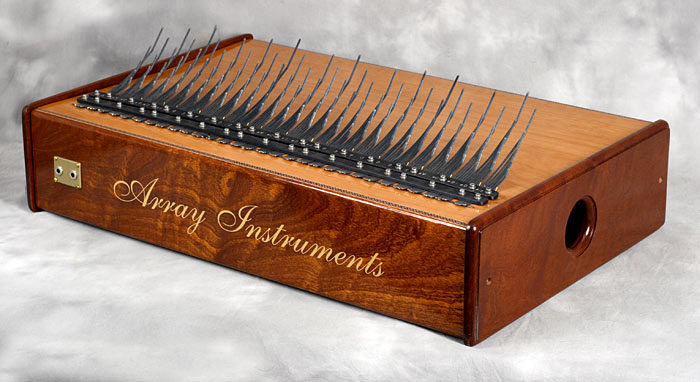
L'Mbira Array, variació moderna del tradicional instrument africà, fabricat de fusta de sapel·li.

La gran importància comercial de la fusta de sapel·li prové de la seva semblança amb la caoba, que també forma part de la família de les Meliàcies. Té un to més fosc i té una figura distinta, normalment aplicada quan la figura és estèticament important. El sapel·li és particularment apreciat per una iridescència brillant amb colors que van des del rosa clar al marró i de l'or al vermell. Té una alta densitat de 640 kg / m3 i gra entrellaçat, que pot dificultar el mecanitzat. La demanda de sapel·li va augmentar com a substitut de la caoba en els darrers anys a causa de la genuïna caoba que es convertia en una espècie de la llista de l'Annex II de la CITES. S'utilitza en la fabricació de mobles, fusteria, xapa, terres de luxe i construcció de vaixells.Entre els seus usos més exòtics hi ha els instruments musicals. S'utilitza per a la part posterior i els costats dels cossos de la guitarra acústica, així com per als cossos de les guitarres elèctriques. També s'utilitza en la fabricació de la peça de coll d'ukeleles i arpes de 26 i 36 cordes. A finals dels 90, va començar a utilitzar-se com a taula per fabricar l'instrument de percussió bascs "txalaparta".